# Simmie Hill
Simmie Hill Jr. (Midland, Pensilvania; 14 de noviembre de 1946- Pittsburgh, Pensilvania; 14 de julio de 2013) fue un jugador de baloncesto estadounidense. Con 2.01 de estatura, su puesto natural en la cancha era el de ala-pívot. 

## Trayectoria
- Universidad de Wichita State (1965-1966)
- Cameron Community College (1966-1967)
- West Texas Buffalo  (1967-1969)
- Los Angeles Stars (1969)
- Miami Floridians (1969-1970)
- Delaware Blue Bombers (1970-1971)
- Dallas Chaparrals (1971-1972)
- San Diego Conquistadors (1972-1973)
- San Antonio Spurs (1973-1974)